# Leiffarth
Leiffarth ist ein Straßendorf mit etwas mehr als 650 Einwohnern, das als Stadtteil zu Geilenkirchen im nordrhein-westfälischen Kreis Heinsberg gehört. Es ist der größte Ort innerhalb des Geilenkirchener Stadtbezirks „Würm“, den es gemeinsam mit den Orten Flahstraß, Honsdorf, Müllendorf und Würm bildet.

## Geografie

### Ortslage

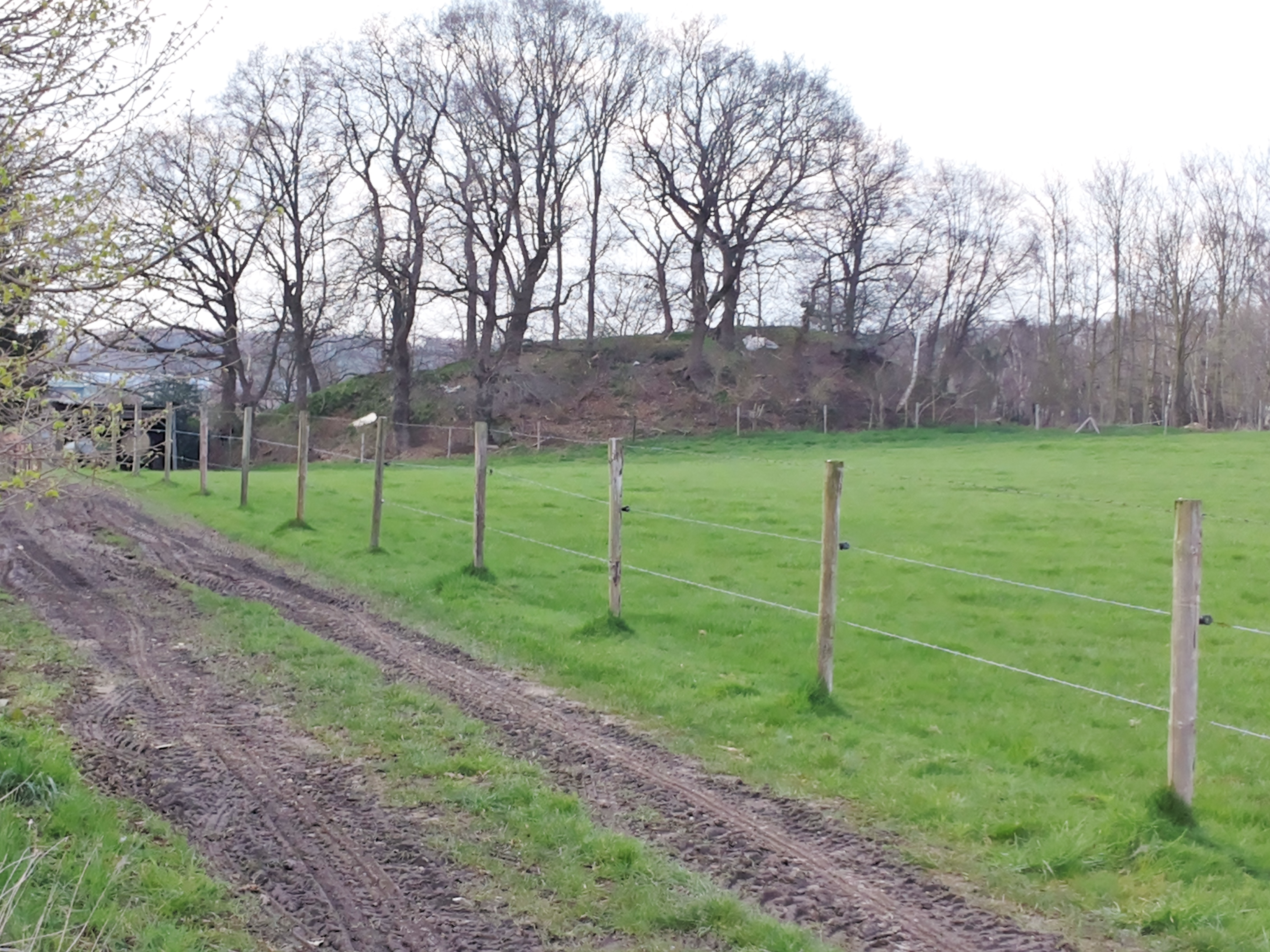
Motte Leiffahrth

Leiffarth liegt rund acht Kilometer nordöstlich von Geilenkirchen, beiderseits des Beeckfließ, zwischen den Ortschaften Beeck und Honsdorf und unmittelbar angrenzend an Würm. Der höchste Punkt liegt auf 81,6 Meter und wird durch eine ehemalige Motte (Bodendenkmal) gebildet, nah dem Flurstück „Burgberg“.

### Nachbarorte
Leiffarth ist vollständig von Geilenkirchener Stadtgebiet umgeben. Es grenzt unmittelbar an Würm und Honsdorf. Weitere Nachbarortschaften sind Flahstraß, Lindern und Beeck.

## Geschichte

Leiffarth und Umgebung um 1800

Leiffarth blickt auf eine vielhundertjährige Geschichte zurück. Im Jahre 1390 zerstörten burgundische Truppen die Burg Borberg in Leiffarth.
Im Zweiten Weltkrieg war Leiffarth schwer umkämpft. Eine Zeichnung des zerstörten Leiffarths zeigt das Titelbild der im Januar 1946 erschienenen Erstausgabe des Buches „The Battle of Germany“ von Theodore Draper. Im Dezember 1944 erfolgte die Einnahme im Rahmen der Operation Clipper.

## Religion
Der weitaus größte Anteil der Leiffarther gehört der römisch-katholischen Kirche und damit der Pfarrei St. Gereon in Würm an. Die katholische Kirche prägt auch das gesellschaftliche Leben in Leiffarth und dem benachbarten Würm maßgeblich (z. B. katholischer Kindergarten, katholische Grundschule, Schützenbruderschaften, katholische Frauengemeinschaft).
Protestantische Einwohner Leiffarths gehören zur evangelischen Kirchengemeinde Randerath.

## Wirtschaft

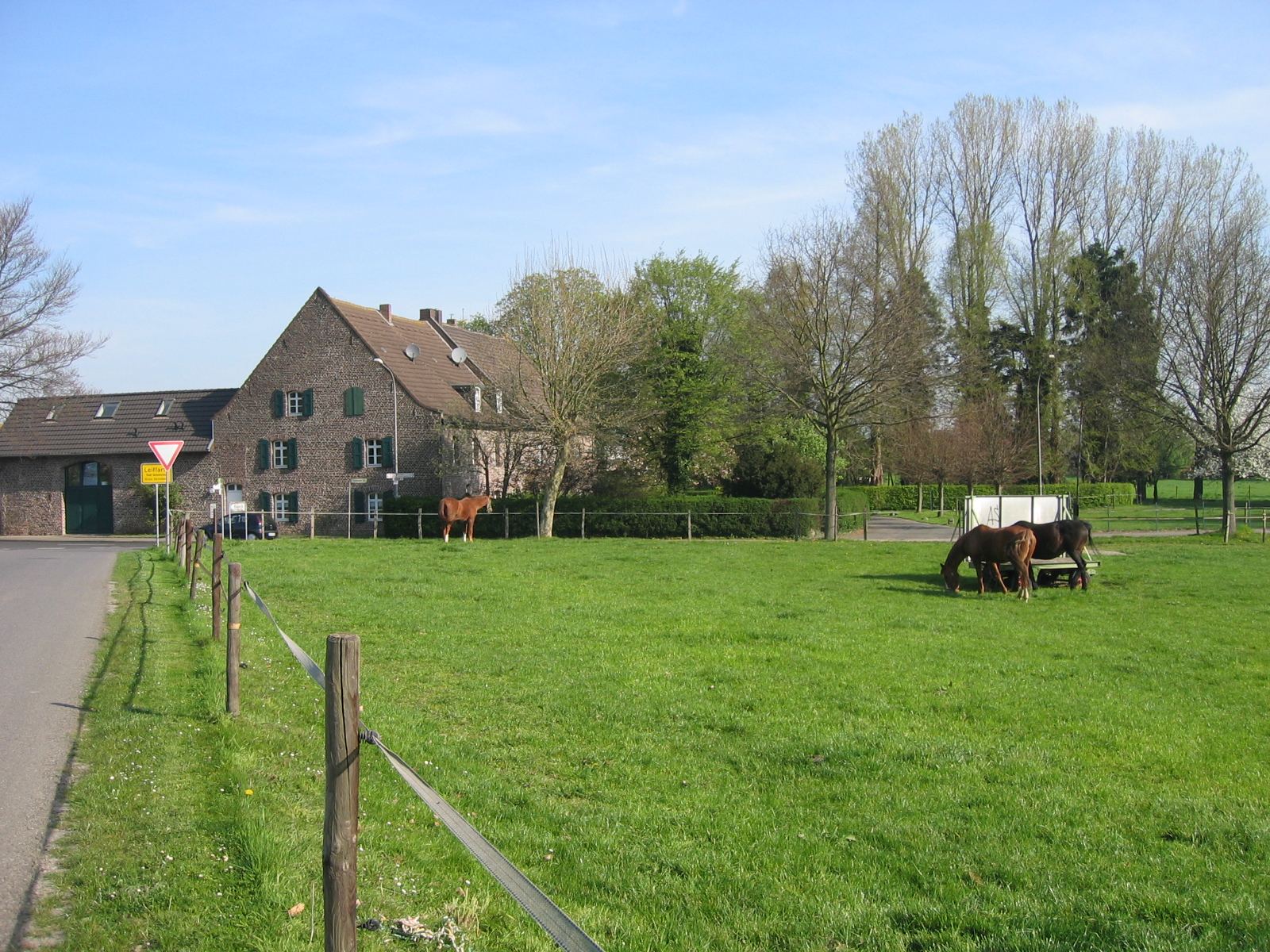
Leiffarth, aus Beeck kommend

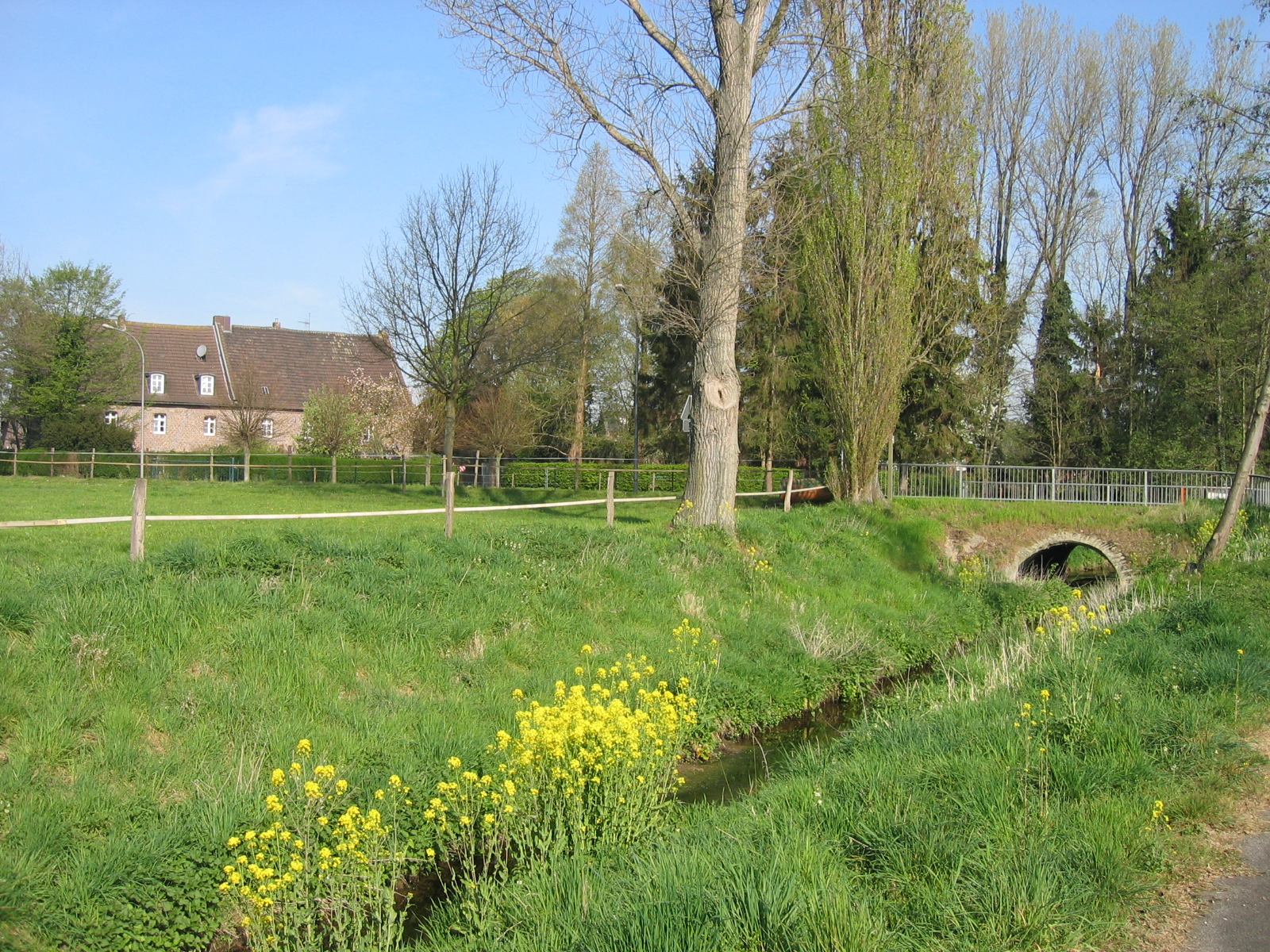
Leiffarth am Beeckfließ mit Leiffarther Hof im Hintergrund

Leiffarth verfügt über die wesentlichen Angebote des täglichen Bedarfs (z. B. Schuhmacher, Bank) und einige mittelständische Betriebe des Handwerks. In geringem Umfang wird auch noch Landwirtschaft betrieben. Durch den unmittelbaren Übergang der Bebauung nach Würm kommen indirekt weitere Einrichtungen (z. B. Tagespflegestätte, Zimmermann, Installationsbetriebe Gas/Wasser/Elektrik, Frisör, Autowerkstatt und weitere) hinzu.

## Öffentliche Einrichtungen
In Leiffarth ist die Löscheinheit Würm der Freiwilligen Feuerwehr der Stadt Geilenkirchen stationiert. Das Feuerwehrhaus wurde im Jahr 2002 erbaut und liegt an der Linderner Straße. Im Gebäude befinden sich, neben den Fahrzeugen und Gerätschaften, der Schulungsraum, ein Büro, Sozial-, Wasch- und Umkleideräume sowie eine Küche.

## Öffentlicher Nahverkehr
Leiffarth ist wochentags mit der Buslinie 494 der WestVerkehr an das ÖPNV-Netz des Aachener Verkehrsverbundes angeschlossen. Abends und am Wochenende kann der Multi-Bus angefordert werden.
| Linie | Verlauf |
| ----- | --- |
| 494   | Geilenkirchen Bf – Süggerath – Müllendorf – Würm – (Beeck –) Leiffarth – (Flahstraß – Honsdorf –) Lindern Bf |

## Vereinsleben

Ehemalige Gaststätte in Leiffarth (Foto um 1950), 2023 abgerissen

Auf Grund der ineinandergehenden Bebauung von Würm und Leiffarth und den gemeinschaftlichen Bindungen durch Pfarrgemeinde, Schulbezirk und Sportverein in Würm, ist auch Leiffarth in den Würmer Vereinen aktiv. (z. B. Sport-, Musik-, Schützen- und Karnevalverein). Zentraler Angelpunkt des Ortslebens und Vereinsgaststätte war bis etwa 2005 die Gaststätte in der Ortsmitte.

## Brauchtum
Eine lokale Besonderheit ist das Hahnenschlagen zur Zeit der Fastnacht (Karneval).